# Into the Sky EP
「Into the Sky EP」は、澤野弘之のヴォーカルプロジェクトSawanoHiroyuki[nZk]の4thシングルである。2016年6月29日にSME Recordsより発売された。

## 概要
表題曲はテレビアニメ『機動戦士ガンダムユニコーン RE:0096』のオープニングテーマ。またカップリング曲のうち「Next 2 U -eUC-」と「bL∞dy f8 -eUC-」はそれぞれ同アニメの前期と後期のエンディングテーマ。これに「Pretenders -eO1-」を加えた4曲のほか、アニメに使用された3曲のテレビサイズバージョンなどを収録。全曲の作曲・編曲は澤野弘之。「Into the Sky」のゲストヴォーカルは、前年2015年のオーディションで選出された新人Tielle（チエル）。「Next 2 U -eUC-」は女性シンガーソングライターのnaNami（ななみ）、「bL∞dy f8 -eUC-」は同じくAimer（エメ）、「Pretenders -eO1-」はMica Calditoが務めた。

### 経緯
『機動戦士ガンダムユニコーン RE:0096』はもともと『機動戦士ガンダムUC』と題した全7話のOVAであり、2014年5月17日に劇場公開された最終章 episode 7「虹の彼方に」をもって完結した。音楽面で作品に携わっていた澤野はSawanoHiroyuki[nZk]としてAimerおよびアニメとコラボし、episode 7の劇場公開を記念するライブイベント「UnChild」を開催した。またAimerがライブで歌った新曲「bL∞dy f8」と「Next 2 U」は、作中の登場人物ミネバとアンジェロをイメージしたepisode 7公開記念PVに使用され、6月13日にyoutubeで公開されたのち、6月25日発売のアルバム『UnChild』に収録された。
それから2年後、OVAがテレビアニメとして再構成されるにあたり、再びSawanoHiroyuki[nZk]とのコラボが実現し、オープニングテーマ「Into the Sky」が制作された。また澤野の要望で「bL∞dy f8」と「Next 2 U」の2曲がリアレンジされ、エンディングテーマとして使用されることになった。

### 仕様
初回限定盤、期間生産限定盤、通常盤の3つの仕様がある。初回限定盤はCDに加えて、昨年2015年9月12日にZepp Tokyoで催された「澤野弘之 LIVE[nZk]003」の映像を収録したDVDの2枚組となっている。ジャケットは主人公機のユニコーンガンダムが伝説上の動物であるユニコーンをモチーフにしていることから、ユニコーンのイラストを使用。期間生産限定盤は2016年12月末までの限定生産で、ユニコーンガンダムのイラストをあしらったスペシャルパッケージ仕様となっている。初回限定盤、期間生産限定盤の初回出荷分、通常盤の初回仕様には「澤野弘之ライブ[nZk]004」のチケットの先行応募IDが封入された。また先着購入特典として「両面告知ポスター」のプレゼントが対象店舗で実施された。

## 楽曲解説

### 「Into the Sky」
オープニングテーマ。作詞はBenjamin & mpi。作品の世界観を念頭に置きながら制作された「神秘的で壮大な」ミディアム楽曲。「広大な宇宙を思わせる静謐なトーン」でありながら「エモーショナルなサビに揺さぶられる」ドラマチックなナンバーと評されている。
ゲストボーカルのTielleは前年のオーディションで選出された。澤野はTielleについて、英語の歌詞の歌い方や表現が特徴的で、独自の世界観を持っていると評している。ヴォーカル参加は、リリース順では本楽曲が最初となっているが、レコーディングは次作「CRYst-Alise」が先である。澤野は壮大なバラードである「CRYst-Alise」を聴いて、改めてTielleの声の良さに気づかされ、引き続き「Into the Sky」のヴォーカルを依頼したという。完成した曲についても、それまでのゲストボーカルとはまた違った力強さと広がりを楽曲に与えてくれたと話している。 
ミュージック・ビデオは、放送開始後の2016年4月8日に、youtubeでショートバージョンが公開され、2か月後の7月6日にロングバージョンが公開された。
アルバムの初収録は、2017年9月20日にリリースされた、SawanoHiroyuki[nZk]のセカンドアルバム『2V-ALK』である。初回生産限定盤には「Into the Sky」のミュージックビデオも収録された。
その後、2020年4月8日発売のベスト・アルバム『BEST OF VOCAL WORKS [nZk] 2』、翌年12月22日には澤野弘之名義のアルバム『Scene』に収録された。

### 「Next 2 U -eUC-」
前期エンディングテーマ。作詞は澤野弘之とcAnON.。2年前の「Next 2 U」をテレビ版のためにリアレンジしたものである。部分的に日本語の歌詞に変更されている。当時のボーカルはAimerであったが、澤野がnaNamiのデモを聴いたことがきっかけとなり、リアレンジに際して新しくnaNamiを迎えることになった。naNamiが歌うことによってAimerのバージョンとは印象ががらりと変った楽曲となっている。
アルバム収録は、まず2016年7月3日にリリースされたななみのセカンドアルバム『Light in the Darkness』に、原曲である「Next 2 U」のカバーを収録。naNamiはインタヴューで、自分なりにAimerの世界を損なわないように歌うことを心掛けたと話している。また原曲のアレンジが素晴らしいために、新しいアレンジに悩んだとも話している。
その約1年後に「Next 2 U -eUC-」は「Into the Sky」とともに『2V-ALK』に収録された。

### 「bL∞dy f8 -eUC-」
後期エンディングテーマ。作詞はcAnON.。ゲストボーカルは「bL∞dy f8」と同じくAimer。「Next 2 U -eUC-」と同様にテレビ版のためにリアレンジした楽曲である。

### 「Pretenders -eO1-」
作詞はcAnON.。2015年9月9日にリリースされた、SawanoHiroyuki[nZk]のファーストアルバム『o1』の2曲目に収録された楽曲「Pretenders」のリアレンジ。当時のゲストボーカルはMica CalditoとGemieであり、名義もSawanoHiroyuki[nZk]:mica&Gemieとなっていたが、本楽曲ではMica Calditoのみとなった。

## ジャケット
初回生産限定盤および通常盤のジャケットは、黒を基調に機械仕掛けのユニコーンの駆ける姿を描いたイラストが使用された。これに対して期間生産限定盤は赤を基調とするユニコーンガンダムのイラストが使用された。なお、これ以降、SawanoHiroyuki[nZk]のシングルおよびアルバムのジャケットに伝説上の動物のイラストを使用することが続いた（「CRYst-Alise」はケルベロス、「e of s」はキマイラ、「gravityWall/sh0ut」はフェニックス、セカンドアルバム『2V-ALK』では過去4体の動物とドラゴンを描いたイラストが使用された）。

## チャート成績
チャート成績ではオリコンで最高6位を記録し（2016年7月11日付）、11週にわたってチャートに登場した。Billboard Japan Hot 100でも初登場6位、Top Singles Salesでは初登場5位を記録（2016年7月6日付）、さらにiTunesのアルバム総合チャートおよびmoraのアルバムチャートで1位を記録した。アニメに限定したチャートでは、オリコン週間アニメシングルチャート、Billboard Japan Hot Animation、iTunes Weekly ANIME RANKINGでそれぞれ1位を獲得した。
また楽曲ごとでは、「Into the Sky」がiTunesシングル総合チャート、moraシングルチャートでそれぞれ1位を記録したほか、「Next 2 U -eUC-」は同チャートで3位と2位、「bL∞dy f8 -eUC-」は16位と5位を記録した。

## 収録曲
| 全作曲・編曲: 澤野弘之。 |                                                                                    |                  |                  |      |
| #                        | タイトル                                                                           | 作詞             | 作曲・編曲       | 時間 |
| 1.                       | 「Into the Sky」(テレビアニメ『機動戦士ガンダムユニコーン RE:0096』OPテーマ)       | Benjamin & mpi   | Benjamin & mpi   | 3:49 |
| 2.                       | 「Next 2 U -eUC-」(テレビアニメ『機動戦士ガンダムユニコーン RE:0096』前期EDテーマ) | 澤野弘之、cAnON. | 澤野弘之、cAnON. | 4:04 |
| 3.                       | 「bL∞dy f8 -eUC-」(テレビアニメ『機動戦士ガンダムユニコーン RE:0096』後期EDテーマ) | cAnON.           | cAnON.           | 4:48 |
| 4.                       | 「Pretenders -eO1-」                                                               | cAnON.           | cAnON.           | 3:43 |
| 5.                       | 「Into the Sky」(TV size)                                                          |                  | 澤野弘之         | 1:31 |
| 6.                       | 「Next 2 U -eUC-」(TV size)                                                        |                  | 澤野弘之         | 1:32 |
| 7.                       | 「bL∞dy f8 -eUC-」(TV size)                                                        |                  | 澤野弘之         | 1:31 |
| 8.                       | 「Into the Sky」(instrumental)                                                     |                  | 澤野弘之         | 3:49 |
| 合計時間:                | 合計時間:                                                                          | 合計時間:        | 24:47            |      |

| #         | タイトル                         | 作詞   | 作曲・編曲 | 時間  |
| --------- | -------------------------------- | ------ | ---------- | ----- |
| 1.        | 「[nZk]o1」                      |        |            | 5:36  |
| 2.        | 「&Z」                           |        |            | 4:41  |
| 3.        | 「A/Z」                          |        |            | 8:28  |
| 4.        | 「βios / Before my body is dry」 |        |            | 5:51  |
| 5.        | 「ThreeFiveNineFourε」           |        |            | 4:09  |
| 6.        | 「Light your heart up」          |        |            | 3:58  |
| 7.        | 「No differences」               |        |            | 4:41  |
| 8.        | 「Rё∀L ＜C+nZk Version＞」       |        |            | 4:13  |
| 9.        | 「Blumenkranz」                  |        |            | 4:26  |
| 10.       | 「The Reluctant Heroes」         |        |            | 4:32  |
| 11.       | 「friends」                      |        |            | 3:59  |
| 12.       | 「StarRingChild」                |        |            | 5:30  |
| 13.       | 「bL∞dy f8」                     |        |            | 4:54  |
| 14.       | 「s-AVE」                        |        |            | 4:42  |
| 15.       | 「at'aek 0N tαitn」              |        |            | 4:26  |
| 16.       | 「DOA」                          |        |            | 3:33  |
| 17.       | 「Hill Of Sorrow」               |        |            | 13:55 |
| 18.       | 「aLIEz」                        |        |            | 6:28  |
| 19.       | 「X.U.」                         |        |            | 4:50  |
| 20.       | 「Song of..」                    |        |            | 3:19  |
| 21.       | 「Perfect Time」                 |        |            | 6:30  |
| 合計時間: | 合計時間:                        | 112:41 |            |       |

## 収録アルバム
| 曲名           | アルバム                        | 発売日        | 備考                 |
| -------------- | ------------------------------- | ------------- | -------------------- |
| Into the Sky   | 『2V-ALK』                      | 2017年9月20日 | オリジナル・アルバム |
| Into the Sky   | 『BEST OF VOCAL WORKS [nZk] 2』 | 2020年4月8日  | ベスト・アルバム     |
| Next 2 U -eUC- | 『2V-ALK』                      | 2017年9月20日 | オリジナル・アルバム |

### 澤野弘之名義
| 曲名         | アルバム  | 発売日         | 備考                 |
| ------------ | --------- | -------------- | -------------------- |
| Into the Sky | 『Scene』 | 2021年12月22日 | オリジナル・アルバム |